# Чондрич, Йосип
Йо́сип Чо́ндрич (хорв. Josip Čondrić; 27 августа 1993 года) — хорватский футболист, вратарь казахстанского клуба «Астана».

## Биография
Йосип начал свою карьеру в составе молодёжного клуба «Рудеш» в 2004 году. с 2005 по 2012 занимался в академии футбольных клубов: «Кустошия», «Хрватски Драговоляц», «Локомотива» и «ХАШК».
В 2012 был заявлен за основной состав ФК «ХАШК», однако не провел в его составе ни одного официального матча. В 2013 перешел в «Загреб», где также не провел ни одного матча. В 2014 году на правах свободного агента перешел в футбольный клуб «Трешневка», где также не провел ни одного матча. Летом 2014 года вернулся в Загреб, откуда был отправлен в аренду в состав ФК «Бистра», в его составе провел 21 матч. После возвращение из аренды провел 19 матчей за Загреб.
В 2017 перешел в состав ФК «Рудеш», где провел 25 матчей. С 23 июля 2018 по 28 августа 2020 выступал за футбольный клуб «Истра 1961», где провел 62 матча. В 2020 году перешел в состав дебютанта РПЛ сезона 20/21 ФК «Ротор» из Волгограда за 122 000 евро.
26 января 2023 года подписал контракт с клубом «Астана».

## Достижения
«Рудеш»
- Чемпион Второй лиги: 2016/17

«Зриньски»
- Чемпион Боснии и Герцеговины: 2021/22

## Клубная статистика
| Игровая карьера | Игровая карьера | Игровая карьера | Лига | Лига | Кубок | Кубок | Межд. | Межд. | Др. | Др. |
| --------------- | --------------- | --------------- | ---- | ---- | ----- | ----- | ----- | ----- | --- | --- |
| 2017/18         | Рудеш           | А               | 24   | −35  | 3     | −2    | —     | —     | —   | —   |
| 2018/19         | Истра 1961      | А               | 33   | −65  | 1     | −2    | —     | —     | —   | —   |
| 2019/20         | Истра 1961      | А               | 27   | −45  | 2     | −1    | —     | —     | —   | —   |
| 2020/21         | Ротор           | А               | 22   | −37  | —     | —     | —     | —     | —   | —   |
| 2021/22         | Зриньски        | А               | 15   | −10  | —     | —     | —     | —     | —   | —   |
| 2022/23         | Зриньски        | А               | 15   | −6   | —     | —     | 8     | −6    | —   | —   |
| 2023            | Астана          | А               | 19   | −17  | 1     | −1    | 14    | −28   | 1   | −1  |